# Línea T6 (Tranvía de París)
La Línea T6 de tranvía es una de las líneas de la red de Tranvía de la Île de France sobre neumáticos que une la Estación de Châtillon - Montrouge de metro a la estación de Viroflay-Rive Droite de las líneas del Transilien Paris Saint-Lazare. La línea se divide en dos tramos: uno subterráneo y uno en superficie. Las obras comenzaron en 2007. El tramo en superficie entró en servicio en diciembre de 2014. La inauguración completa fue en mayo de 2016.

## Trazado y estaciones
|  |   |  | estaciones             | Lat/Long                                                     | zona | municipio                   | correspondencia |
|  | - |  | ---------------------- | ------------------------------------------------------------ | ---- | --------------------------- | --------------- |
|  | o |  | Châtillon - Montrouge  | 48°48′38″N 2°18′07″E / 48.81053941501507, 2.3018261790275574 | 3    | Châtillon, Montrouge        |                 |
|  | o |  | Vauban                 | 48°48′25″N 2°17′37″E / 48.806936, 2.293609                   | 3    | Châtillon                   |                 |
|  | o |  | Centre de Châtillon    | 48°48′14″N 2°17′19″E / 48.803928, 2.288611                   | 3    | Châtillon                   |                 |
|  | o |  | Parc André Malraux     | 48°48′03″N 2°17′00″E / 48.800718, 2.283341                   | 3    | Châtillon                   |                 |
|  | o |  | Division Leclerc       | 48°47′39″N 2°16′19″E / 48.794145, 2.272065                   | 3    | Clamart, Fontenay-aux-Roses |                 |
|  | o |  | Soleil Levant          | 48°47′24″N 2°15′46″E / 48.790062, 2.262861                   | 3    | Clamart                     |                 |
|  | o |  | Hôpital Béclère        | 48°47′13″N 2°15′19″E / 48.786886, 2.255167                   | 3    | Clamart                     |                 |
|  | o |  | Mail de la Plaine      | 48°47′00″N 2°14′47″E / 48.783351, 2.24638                    | 3    | Clamart                     |                 |
|  | o |  | Pavé blanc Parc Novéos | 48°46′50″N 2°14′22″E / 48.780495, 2.239321                   | 3    | Clamart                     |                 |
|  | o |  | Georges Pompidou       | 48°47′07″N 2°14′16″E / 48.785168, 2.237797                   | 3    | Clamart                     |                 |
|  | o |  | Georges Millandy       | 48°46′57″N 2°13′43″E / 48.782531, 2.228689                   | 3    | Meudon                      |                 |
|  | o |  | Meudon-la-Forêt        | 48°47′02″N 2°13′29″E / 48.783889, 2.224612                   | 3    | Meudon                      |                 |
|  | o |  | Vélizy 2               | 48°47′06″N 2°13′08″E / 48.784956, 2.218882                   | 3    | Vélizy-Villacoublay         |                 |
|  | o |  | Dewoitine              | 48°47′02″N 2°12′56″E / 48.783974, 2.215417                   | 3    | Vélizy-Villacoublay         |                 |
|  | o |  | Inovel Parc Nord       | 48°46′51″N 2°12′28″E / 48.78083, 2.207841                    | 3    | Vélizy-Villacoublay         |                 |
|  | o |  | Louvois                | 48°46′48″N 2°11′47″E / 48.779939, 2.196447                   | 3    | Vélizy-Villacoublay         |                 |
|  | o |  | Mairie de Vélizy       | 48°46′50″N 2°11′20″E / 48.780632, 2.188915                   | 3    | Vélizy-Villacoublay         |                 |
|  | o |  | L'Onde Maison des Arts | 48°46′54″N 2°10′53″E / 48.781749, 2.18134                    | 3    | Vélizy-Villacoublay         |                 |
|  | o |  | Robert Wagner          | 48°47′11″N 2°10′46″E / 48.786443, 2.179388                   | 3    | Vélizy-Villacoublay         |                 |
|  | o |  | Viroflay-Rive-Gauche   | 48°48′02″N 2°10′17″E / 48.800648, 2.171301                   | 3    | Viroflay                    |                 |
|  | o |  | Viroflay-Rive-Droite   | 48°48′20″N 2°10′06″E / 48.80549, 2.16830                     | 3    | Viroflay                    |                 |